# Озернянська сільська рада (Тернопільський район)
Озернянська сільська́ ра́да — адміністративно-територіальна одиниця та орган місцевого самоврядування у Тернопільському районі Тернопільської області. Адміністративний центр — село Озерна.

## Загальні відомості
Озернянська сільська рада утворена в 1939 році.
- Територія ради: 9,4 км²
- Населення ради: 3 615 осіб (станом на 2001 рік)
- Територією ради протікає річка Восушка

## Населені пункти
Сільській раді підпорядковані населені пункти:
- с. Озерна

## Об'єкти природно-заповідного фонду
У віданні сільської ради перебуває гідрологічна пам'ятка природи Джерело Пресвятої Богородиці та ботанічна пам'ятка природи Озернянські липи.

## Склад ради
Рада складається з 12 депутатів та голови.
- Чинний Голова ради: Бідула Ростислав Васильович [1]
- Секретар ради: Романів Назар [2]

### Керівний склад попередніх скликань
| Прізвище, ім'я, по батькові   | Основні відомості                                                                                  | Дата обрання | Дата звільнення |
| ----------------------------- | -------------------------------------------------------------------------------------------------- | ------------ | --------------- |
| Наджога Назарій Михайлович    | Сільський голова, 1983 року народження, член Конгресу Українських Націоналістів                    | 26.03.2006   | 14.12.2008      |
| Карпинський Степан Йосипович  | Сільський голова, 1955 року народження, член Конгресу Українських Націоналістів                    | 03.05.2009   | 31.10.2010      |
| Наконечний Богдан Ярославович | Сільський голова, 1967 року народження, освіта вища, член Всеукраїнського об'єднання «Батьківщина» | 31.10.2010   | 13.11.2020      |
| Бідула Ростислав Васильович   | Сільський голова, 1978 року народження, освіта вища, безпартійний.                                 | 13.11.2020   |                 |

Примітка: таблиця складена за даними сайту Верховної Ради України

### Депутати
За результатами місцевих виборів 2010 року депутатами ради стали:

#### За суб'єктами висування
| Суб'єкт висування | Кількість обраних депутатів | %   |
| ----------------- | --------------------------- | --- |
| Самовисування     | 22                          | 100 |

#### За округами
| № округу | Прізвище, ім'я, по батькові      | Дата визнання обраним | Освіта             | Партійна приналежність                    | Відомості про обраного депутата                   |
| -------- | -------------------------------- | --------------------- | ------------------ | ----------------------------------------- | ------------------------------------------------- |
| 1        | Петренчук Петро Олексійович      | 02.11.2010            | середня спеціальна | позапартійний                             | пенсіонер                                         |
| 2        | Яворівський Борда Пилипович      | 02.11.2010            | вища               | член Політичної партії «Наша Україна»     | тимчасово не працює                               |
| 3        | Нам'ятий Володимир Євгенович     | 02.11.2010            | середня спеціальна | позапартійний                             | приватний підприємець                             |
| 4        | Гоца Тарас Іванович              | 02.11.2010            | вища               | позапартійний                             | ЗборівськаМРВД ТОВ ФСС ПВП, бухгалтер             |
| 5        | Калушка Богдан Іванович          | 02.11.2010            | вища               | позапартійний                             | приватний підприємець                             |
| 6        | Слиш Стефанія Михайлівна         | 02.11.2010            | вища               | позапартійна                              | Озернянська сільська рада, землевпорядник         |
| 7        | Онищак Михайло Іванович          | 02.11.2010            | середня            | позапартійний                             | ТОВ «Комфортбут-3», водій                         |
| 8        | Дубина Надія Петрівна            | 02.11.2010            | середня            | позапартійна                              | Озернянська сільська рада, спеціаліст І категорії |
| 9        | Стельмах Володимир Євгенович     | 02.11.2010            | середня            | позапартійний                             | Зборівське ЦЕГГ, слюсар                           |
| 10       | Вонс Володимир Богданович        | 02.11.2010            | середня            | позапартійний                             | МСО «Гладіатор», голова                           |
| 11       | Воробець Леся Володимирівна      | 02.11.2010            | вища               | позапартійна                              | Озернянська д — лікарня, лікар                    |
| 12       | Уніят Андрій Володимирович       | 02.11.2010            | вища               | позапартійний                             | приватний підприємець                             |
| 13       | Балко Ігор Зіновійович           | 02.11.2010            | вища               | член Всеукраїнського об'єднання «Свобода» | тимчасово не працює                               |
| 14       | Христинич Олег Володимирович     | 02.11.2010            | вища               | позапартійний                             | ТНТУ ім. І. Пулюя, студент                        |
| 15       | Метельський Петро Петрович       | 02.11.2010            | вища               | позапартійний                             | Технічний коледж ТНТУ ім. І. Пулюя, студент       |
| 16       | Штафірной Андрій Миколайович     | 02.11.2010            | середня спеціальна | позапартійний                             | пенсіонер                                         |
| 17       | Любачівський Сергій Степанович   | 02.11.2010            | вища               | позапартійний                             | ТОВ ТОВ "БіттерНет, інженер                       |
| 18       | Кулашко Тарас Богданович         | 02.11.2010            | вища               | член Всеукраїнського об'єднання «Свобода» | приватний підприємець                             |
| 19       | Мачушак Микола Васильович        | 02.11.2010            | вища               | позапартійний                             | приватний підприємець                             |
| 20       | Періг Любомира Євгенівна         | 02.11.2010            | середня спеціальна | член Конгресу Українських Націоналістів   | пенсіонер                                         |
| 21       | Христинич Володимир Теодозійович | 02.11.2010            | середня            | позапартійний                             | тимчасово не працює                               |
| 22       | Крик Олексій Олексійович         | 02.11.2010            | середня            | позапартійний                             | Член «Наша Україна»                               |

## Вибори 2020
За результатами виборів 2020, обрано 12 депутатів:
| №   | Прізвище ім'я      |
| --- | ------------------ |
| 1.  | Стельмах Володимир |
| 2.  | Берестецький Олег  |
| 3.  | Дудар Уляна        |
| 4.  | Берестецька Наталя |
| 5.  | Бай Михайло        |
| 6.  | Романів Назар      |
| 7.  | Кисіль Ярослав     |
| 8.  | Мачушак Василь     |
| 9.  | Беззубка Мар'яна   |
| 10. | Метельський Петро  |
| 11. | Польний Андрій     |
| 12. | Беззубка Володимир |